# Umifenovir

Formula de umifenovir

Umifenovir (nombre comercial ruso: Арбидол, chino: 阿比朵尔) es un tratamiento antiviral para la infección por influenza utilizado en Rusia y China. El medicamento es fabricado por Pharmstandard (en ruso: Фармстандарт). Aunque algunos estudios rusos han demostrado que es eficaz, no está aprobado para su uso en países occidentales. No está aprobado por la FDA para el tratamiento o prevención de la influenza. Químicamente, el umifenovir presenta un núcleo de indol, funcionalizado en todas las posiciones menos una con diferentes sustituyentes. Se afirma que el medicamento inhibe la entrada viral en las células objetivo y estimula la respuesta inmune.

## Estado
Las pruebas de eficacia de umifenovir se han realizado principalmente en China y Rusia y es bien conocido en estos dos países Algunas de las pruebas rusas mostraron que el fármaco era efectivo  y una comparación directa con Tamiflu mostró una eficiencia similar in vitro y en un entorno clínico. En 2007, Arbidol (umifenovir) tuvo las mayores ventas en Rusia entre todos los medicamentos de venta libre.

## Modo de acción

### Bioquímica
El umifenovir inhibe la fusión de membranas. Umifenovir evita el contacto entre el virus y las células huésped objetivo. Se inhibe la fusión entre la cápside viral y la membrana celular de la célula objetivo. Esto evita la entrada viral a la célula objetivo y, por lo tanto, la protege de la infección.
Alguna evidencia sugiere que las acciones del medicamento son más efectivas para prevenir infecciones por virus de ARN que las infecciones por virus de ADN.
Además de la acción antiviral específica contra los virus de la gripe A y de la gripe B, el umifenovir exhibe efectos moduladores sobre el sistema inmunitario. El medicamento estimula una respuesta inmune humoral, induce la producción de interferón y estimula la función fagocítica de los macrófagos.

### Aplicación clínica
Umifenovir se usa principalmente como un tratamiento antiviral para la gripe. El medicamento también ha sido investigado como un medicamento candidato para el tratamiento de la hepatitis C.
Un estudio más reciente (publicado en línea como un manuscrito aceptado por el Journal of Virology) por Pécheur et al. indica que el umifenovir también tiene efectividad in vitro para prevenir la entrada de Kikwit Zaire ebolavirus , Tacaribe arenavirus y virus del herpes humano 8 en cultivos de células de mamíferos, al tiempo que confirma el efecto supresor de umifenovir in vitro sobre la hepatitis B y la infección por poliovirus de células de mamíferos cuando se introduce antes de infección viral o durante la infección.

## Tratamiento del coronavirus de Wuhan
En febrero de 2020, Li Lanjuan, experta de la Comisión Nacional de Salud de China, propuso utilizar Arbidol (umifenovir) junto con darunavir para el tratamiento del brote de coronavirus de Wuhan. Afirmó que las pruebas preliminares habían demostrado que Arbidol y Darunavir podrían inhibir la replicación del virus.

## Efectos secundarios
Los efectos secundarios en los niños incluyen sensibilización a la droga. No se han reportado casos de sobredosis conocidos y las reacciones alérgicas se limitan a personas con hipersensibilidad. El LD50 es más de 4 g / kg.

## Crítica
En 2007, la Academia Rusa de Ciencias Médicas declaró que los efectos del Arbidol (umifenovir) no están científicamente probados.
Los medios rusos criticaron los intentos de cabildeo de Tatyana Golikova (entonces Ministra de Salud) para promover umifenovir, y la afirmación no comprobada de que Arbidol puede acelerar la recuperación de la gripe o el resfriado en 1,3-2,3 días. También desacreditaron las afirmaciones de que la eficacia de umifenovir está respaldada por estudios revisados por pares.